# Jødekage
En jødekage er en småkage med sukker og kanel. Mange laver den i julen. Betegnelsen jødekage opstod i 1700-tallet fordi forskellige kager blev solgt af jødiske bagerier. Kagen som den er i dag stammer dog tilbage fra 1856 og er af dansk oprindelse og må have fået navnet, fordi dens udseende mindede om mere eksotiske kager fra fortidens jødiske bagerier.
I Nordjylland er jødekage endvidere en almindeligt anvendt betegnelse for en bløddejssnegl (kanelsnegl).